# Ignaz zu Hardegg
Ignaz zu Hardegg (Vienna, 30 luglio 1772 – Vienna, 17 febbraio 1848) è stato un generale e politico austriaco.
Fu generale di cavalleria e presidente del Consiglio di guerra dell'imperatore dal 1831 al 1848.

## Biografia
Ignaz zu Hardegg proveniva da un'antica e nobile famiglia dell'aristocrazia austriaca. Il suo primo impiego nell'esercito ebbe luogo nel 1788, all'età di soli 16 anni, sotto il comando del Feldmaresciallo Laudon nella guerra contro i turchi. Nel 1792 divenne Rittermeister e nello stesso anno prese parte alla Battaglia di Jemappes nel corso della prima guerra della coalizione antifrancese. Nel 1795 combatté con onore nella Battaglia di Handschuchsheim e ricevette la croce di cavaliere dell'Ordine militare di Maria Teresa.
Egli prestò servizio nel 1796 in Germania dove ebbe l'occasione di dimostrare ancora una volta la propria abilità, facendo giungere la propria fama alle orecchie dell'Arciduca Carlo d'Austria-Teschen che lo promosse maggiore. Nella campagna del 1805 ottenne la promozione a Colonnello e divenne comandante di un reggimento della divisione del Principe Schwarzenberg anche se a causa di una malattia non poté prendere parte alla maggior parte delle operazioni.
Durante le guerre della quinta coalizione antifrancese del 1809 venne promosso maggiore generale, combattendo quindi le battaglie di Aspern e di Essling. In quest'ultima battaglia si distinse difendendo le posizioni dell'esercito austriaco assieme a Baumersdorf con perseveranza e coraggio, guadagnandosi la Gran Croce dell'Ordine Militare di Maria Teresa. Nel 1813 prese parte alla campagna in Boemia e partecipò alla battaglia di Dresda e nello stesso anno venne promosso Feldmaresciallo Secondo Luogotenente. Nella Battaglia di Lipsia guidò i volteggiatori, ma ricevette una pesante ferita alla testa. Nel 1814 prese parte ai nuovi scontri con la Francia, conquistando la città di Moret difesa strenuamente dal generale Montbrun e prese nuovamente posizioni contro il maresciallo Augereau in successivi scontri.
Hardegg partecipò nel 1815 al Congresso di Vienna e poi al Congresso di Troppau e Verona, ricevendo quindi il comando delle armate di stanza a Linz. Nel 1831 come Generale di cavalleria divenne Presidente del consiglio imperiale di guerra, carica che mantenne sino alla morte.
Ignaz zu Hardegg morì il 17 febbraio 1848 a Vienna.